# Svartmaskad siska
Svartmaskad siska (Crithagra capistrata) är en fågel i familjen finkar inom ordningen tättingar. Den förekommer i skogsområden och jordbruksbygd i Centralafrika. Beståndet anses vara livskraftigt.

## Utseende och läte
Svartmaskad är en liten (11–12 cm) fink med konformad näbb och kluven stjärt. Ovansidan är olivgrön och undersidan blekt gul. Båda könen har ett kraftigt markerat gult ögonbrynsstreck. Hanen har en rent svart fläck i ansiktet medan honan är kraftigt streckad undertill. Arten liknar diademsiskan, men har kortare och mindre spetsig näbb, med hos hanen en nåogt större och tydligare avgränsad svart fläck i ansiktet och hos honan mer streckning undertill. Sången består av ljusare toner inledningsvis, följt av mörkare skallrande drillar.

## Utbredning och systematik
Svartmaskad siska förekommer i Centralafrika. Den delas in i två underarter med följande utbredning:
- Crithagra capistrata capistrata – förekommer i Gabon till centrala Angola, södra Demokratiska republiken Kongo och norra Zambia
- Crithagra capistrata hildegardae – förekommer i centrala Angola

Den placerades tidigare ofta i släktet Serinus, men DNA-studier visar att den liksom ett stort antal afrikanska arter endast är avlägset släkt med t.ex. gulhämpling (S. serinus).

## Levnadssätt
Svartmaskad siska hittas i miombo och fuktig savann, skogsbryn och jordbruksbygd.

## Status och hot
Arten har ett stort utbredningsområde, men tros minska i antal, dock inte tillräckligt kraftigt för att den ska betraktas som hotad. Internationella naturvårdsunionen IUCN listar arten som livskraftig (LC).